# (2811) Střemchoví
(2811) Střemchoví es un asteroide que forma parte del cinturón de asteroides y fue descubierto por Antonín Mrkos desde el Observatorio Klet, cerca de České Budějovice, República Checa, el 10 de mayo de 1980.

## Designación y nombre
Střemchoví recibió inicialmente la designación de 1980 JA.
Más adelante se nombró por la localidad morava de Střemchoví, lugar de nacimiento del descubridor.

## Características orbitales
Střemchoví está situado a una distancia media del Sol de 2,865 ua, pudiendo alejarse hasta 2,967 ua y acercarse hasta 2,763 ua. Su excentricidad es 0,03568 y la inclinación orbital 1,03°. Emplea 1771 días en completar una órbita alrededor del Sol.